# Maribosøerne
Maribosøerne er et søområde midt på Lolland, der består af fire lavvandede og næringsrige søer: Søndersø, Røgbølle sø, Hejrede sø og Nørresø.
Søerne og hovedparten af deres omgivelser er omfattet af en  fredning der omfatter  cirka 1.195 hektar, der blev fredet i 1957.